# Kościół Miłosierdzia Bożego w Żywcu
Kościół Miłosierdzia Bożego w Żywcu – kościół rzymskokatolicki w Żywcu, przy ul. Moszczanickiej, w dzielnicy Moszczanica, siedziba parafii Miłosierdzia Bożego.
Na terenie dawnej wsi Moszczanica przed włączeniem jej w granice administracyjne Żywca w 1976 roku znajdowały się dwie kaplice: pochodząca z przełomu XIX i XX wieku kaplica św. Jana Chrzciciela w centrum miejscowości i Kaplica Matki Boskiej Różańcowej w przysiółku Rędzinie.
Nowy kościół postanowiono zlokalizować na miejscu kaplicy Jana Chrzciciela. Komitet budowy świątyni został zorganizowany w 1981 r. Działkę pozyskano częściowo na mocy darowizny, a częściowo w wyniku zakupu. Projekt budynku opracował inż. Franciszek Kutscha.
Kamień węgielny pod budowę kościoła poświęcił Jan Paweł II podczas mszy na Błoniach w Krakowie podczas drugiej podróży apostolskiej do Polski w 1983 r.
Początkowo kościół nosił wezwanie św. Jana Chrzciciela. 15 listopada 1986 r. kościół stał się świątynią nowej, samodzielnej parafii w Moszczanicy, której wezwanie zmienił kard. Franciszek Macharski.
W ołtarzu znajduje się tryptyk, w którym umieszczono obrazy Jezusa Miłosiernego, Matki Boskiej Częstochowskiej oraz przedstawienie Chrztu Pańskiego. Obok ołtarza znajdują się wizerunki św. Faustyny i Jana Pawła II. Autorem obrazu Jezusa oraz malowideł powieszonych obok ołtarza jest Piotr Kłosek ze Szczyrku.
Stara kaplica została rozebrana w 1991 r. w ramach porządkowania otoczenia kościoła. Kościół został konsekrowany 25 września 1999 przez biskupa diecezji bielsko-żywieckiej ks. Tadeusza Rakoczego.